# فينماركسفيدا
فينماركسفيدا (بسامي الشمالية: Finnmárkkoduottar)، هي أكبر هضبة في النرويج، بمساحة تزيد عن 22000 كيلومتر مربع (8,500 ميل مربع). تقع الهضبة حوالي 300 إلى 500 متر (980 إلى 1,640 قدم) فوق مستوى سطح البحر. ما يقارب من 36% من مقاطعة فينمارك تقع على فينماركسفيدا.